# Tau2 Aquarii
Título a ser usado para criar uma ligação interna é Tau2 Aquarii.
Tau2 Aquarii (71 Aquarii) é uma estrela dupla na direção da constelação de Aquarius. Possui uma ascensão reta de 22h 49m 35.51s e uma declinação de −13° 35′ 33.1″. Sua magnitude aparente é igual a 4.05. Considerando sua distância de 380 anos-luz em relação à Terra, sua magnitude absoluta é igual a −1.28. Pertence à classe espectral K5III. É uma estrela variável suspeita.